# Zgodovina slovenskega skavtstva
Zgodovina slovenskega skavtstva opisuje nastanek skavtskega gibanja in zgodovino skavtskih organizacij na skoraj vsem območju današnje Slovenije, z izjemo  Primorske, dela Notranjske in Krasa ter severnega dela Istre, ki so po prvi svetovni vojni z Rapalsko mirovno pogodbo (1920) pripadli Kraljevini Italiji. 
Med Slovenci v zamejstvu v Italiji, je na Tržaškem in Goriškem po drugi svetovni vojni z združitvijo tržaških  (u. 1951 oz. 1959) in goriških skavtov in skavtinj (u. 1963 oz. 1964) l. 1976 nastala Slovenska zamejska skavtska organizacija (SZSO), ki deluje še danes.

## Svetovno skavtstvo
Nedolgo zatem, ko je Robert Baden-Powell poleti leta 1907 na otoku Brownsea priredil poskusni tabor, na katerem je zbral skupino fantov in jih na prostem pod šotori ter ob vsakodnevnem tabornem ognju uvajal v iz svojih izkušenj zamišljeno skavtsko življenje,
je njegova zamisel prišla tudi v Kraljevino SHS, kasnejšo Kraljevino Jugoslavijo, ki je po drugi svetovni vojni postala Jugoslavija oz. SFRJ.

## Predvojna zgodovina
V Ljubljani so prvič srečali skavte že na shodu leta 1913, ko so v slavnostnem sprevodu nastopali tudi poljski skavti iz avstrijske Galicije. Sicer so v stari Avstriji prve skavtske skupine nastale leta 1910, uradno pa je bila avstrijska skavtska organizacija ustanovljena leta 1912. 
Že leta 1912 se je nekako predhodno, pred ustanovitvijo posameznih žup po jugoslovanskih pokrajinah, ustanovil Savez izvidnika i planinki in se kot jugoslovanska organizacija včlanil v Svetovno organizacijo skavtskega gibanja WOSM (World Organisation of Scout Movement). Še istega leta je nastala skavtska župa v Srbiji, leta 1922 župa za Bosno in Hercegovino, leta 1923 župa skavtov za Slovenijo in župa za Hrvaško ter Slavonijo, leta 1924 pa župa za Dalmacijo. Na izredni skupščini Zveze izvidnikov in planink Kraljevine SHS so 6. maja 1923 sprejeli prvi statut, kralj Aleksander Karađorđević pa je skavte sprejel pod svojo zaščito.
Slovenski skavti so nastali leta 1922 po jugoslovanskem vsesokolskem zletu (shodu) v Ljubljani, pri katerem so kot reditelji sodelovali tudi bosanski, srbski, češki in poljski skavti, in sicer med dijaki klasične gimnazije. Za ustanovitelje predvojnih slovenskih skavtov štejemo Staneta Hudnika, Franca Pintarja, Jožeta Medveda, Iva Umnika, Franja Baltiča, Eda Ravnikarja ter Primorca Danila in Metoda Brezigarja iz Doberdoba, katerih družina se je leta 1915 zaradi soške fronte preselila v Ljubljano. Ob teh so bili člani še Tykač (sin ljubljanskega župana), dva Čeha Vosodky in Skružny (oba sta bila stara češka skavta in sta imela uniformi). Gibalo skavtske skupine v Ljubljani je postal Metod Brezigar. Skupina se je povezala s skavti v Beogradu, od koder so jim poslali skavtske priročnike, značke in klobuke. Prav tako je bil na taboru Pavel Kunaver, ki je kasneje postal eden od ustanovnih članov taborniške organizacije. 

### Formacija skavtov in gozdovnikov
V letu 1924 beležimo tudi prvo uporabo izraza tabornik, saj ga Henrik (Hinko) Pajer prvič zapiše v Narodnem dnevniku, z njim poimenuje pripadnike skavtskega in gozdovniškega gibanja.
Leta 1925 je bila ustanovljena Zveza slovenskih tabornikov, ki se je leta 1929 preimenovala v Jugoslovansko gozdovniško ligo.
Župa skavtov v Sloveniji se je po kraljevi diktaturi leta 1929 preimenovala v Dravsko skavtsko župo, obe sta bili organizacijsko povezani najprej v Savez Izvidnika i planinki Jugoslavije, kasneje pa v Savez skauta Kraljevine Jugoslavije.
Jeseni 1939 je bila v Ljubljani na Kodeljevem ustanovljena Zveza slovenskih skavtov, ki je temeljila na načelih katoliškega stavtskega gibanja.
Organizacija slovenskih skavtinj in skavtinj je bila uradno razpuščena 10. junija 1941, zaradi začetka napada na Jugoslavijo. Malo pred razpustom je imela slovenska skavtska organizacija 1380 registriranih članov. Približno v istem času so bile razpuščene tudi vse druge mladinske organizacije, tudi taborniki oz. gozdovniki.

## Slovenski skavti v izseljenstvu in izven meja Slovenije
Slovensko skavtstvo pa se je nadaljevalo izven slovenskih meja, najprej v begunskih taboriščih, kasneje pa med izseljenci v Argentini in Kanadi, po vojni pa tudi med slovenskimi zamejci v Trstu in Gorici ter med koroškimi Slovenci (ti so danes del Pfadfinder und Pfadfinderinnen Osterreichs).

## Taborniki
Skavtstvo v Jugoslaviji se je nadaljevalo po letu 1950, ko so bile ustanovljene taborniške organizacije po vseh Jugoslovanskih republikah, kot veje Saveza izvidača Jugoslavije. Prvo med njimi je bilo 22. aprila 1951 Združenje tabornikov Slovenije, leta 1959 preimenovano v Zvezo tabornikov Slovenije (ZTS). Taborniki so bili v povojnem obdobju edina od režima dovoljena mladinska organizacija v Sloveniji (in tudi Jugoslaviji). V obdobju Jugoslavije namreč ni bilo dovoljeno delovanje drugih neodvisnih mladinskih organizacij, zato so taborniki dejansko imeli monopol nad organiziranim mladinskim delovanjem.

## Katoliški skavti (ZSKSS in ZBOKSS)
Leta 1984 se je ljubljanski šestnajstletni Peter Lovšin seznanil s skavtskim gibanjem in se odločil, da bo pričel s skavtstvom v Ljubljani. Poleti 1985 se je pridružil taboru Slovenske zamejske skavtske organizacije in leta 1986 naredil skavtsko obljubo. Istega leta je v eni izmed ljubljanskih župnij zbral skupino navdušencev ter jih vodil s pomočjo zamejskih skavtov. V skupini je bilo leta 1990 že 21 vodnic in 18 izvidnikov. Katoliško skavtsko gibanje se je hitro širilo po vsej Sloveniji. 31. marca 1990 je bilo ustanovljeno Združenje slovenskih katoliških skavtinj in skavtov (ZSKSS). Prva načelnica združenja je postala Marija Marinko. Leto dni kasneje so bile organizirane prve uradne skavtske obljube v okolici Ljubljane. Uradno je bilo združenje registrirano 22. oktobra 1992.
Zveza bratovščin odraslih katoliških skavtinj in skavtov (ZBOKSS) je nacionalna organizacija slovenskih odraslih skavtinj in skavtov. V svojih vrstah združujejo članice in člane, ki so bili v mladosti člani ZSKSS in ljudi, ki v mladosti niso imeli priložnosti okusiti skavtske poti, vendar jih skavtski način življenja privlači.

## Sedanje skavtske organizacije v Sloveniji
Danes v Sloveniji deluje več skavtskih organizacij.

Največja med njimi je sicer Zveza tabornikov Slovenije (ZTS), sledi ji Združenje slovenskih katoliških skavtinj in skavtov (ZSKSS), Zveza bratovščin odraslih katoliških skavtinj in skavtov (ZBOKSS), najmanjše je Društvo stezosledcev.

Od leta 2009 v Sloveniji deluje tudi katoliška skavtska organizacija Royal Rangers, katerih pet rodov (lokalnih skupin) deluje v Ljubljani, v Celju, Miklavžu na Dravskem polju, v Novem mestu ter Radljah ob Dravi. Royal Rangersi so v tesni povezavi z Binkoštno cerkvijo v Sloveniji, ki spada med evangeljske verske skupnosti.